# Instituto Social León XIII
El Instituto Social León XIII es un centro para la Investigación y difusión de la Doctrina Social de la Iglesia

## Historia
El Cardenal Herrera Oria fundó una Escuela Social Sacerdotal, en los comienzos del año 1948, la situó en Madrid e inició sus actividades académicas a partir de enero de 1951, como Instituto Social León XIII, integrada luego en la Universidad Pontificia de Salamanca, en agosto de 1964, como Sección de Ciencias Sociales, dentro de la Facultad de Filosofía de la misma Universidad.
Más adelante la Sección se transforma, dentro de la misma Universidad, en Facultad de Ciencias Sociales, el 18 de junio de 1971; y, finalmente, en julio de 1976 -ocho años después de su muerte- consiguió por fin, convertirse en Facultad de Ciencias Políticas y Sociología y obtener el reconocimiento de efectos civiles para sus titulaciones, con un Plan de Estudios que el Ministerio de Educación y Ciencia aprobaba oficialmente por Orden de 14 de octubre de 1977.
En 1968, cambia su denominación por la que se le conoce actualmente, Fundación Pablo VI

## Objetivos del centro
Con el fin de hacer presente el Pensamiento Social de la Iglesia, en continuidad con el espíritu de Ángel Herrera, el Centro tiene los siguientes objetivos:
- Promover el conocimiento y la aplicación de la Doctrina Social de la Iglesia en los campos de la política, la economía y las nuevas tecnologías.
- Crear una nueva conciencia social influida por la Doctrina Social de la Iglesia.
- Formar investigadores y docentes en Doctrina Social de la Iglesia.
- Difundir la Doctrina Social de la Iglesia a través de las Nuevas Tecnologías.
- Lograr que el Instituto Social León XIII sea centro de referencia en la Doctrina Social de la Iglesia que se promueve en España.

## Seminarios de Doctrina Social de la Iglesia
Anualmente celebran Seminarios para promover el debate y el estudio de la Doctrina Social viendo sus implicaciones prácticas en la sociedad actual.
En cada uno de los Seminarios invitan a expertos e investigadores del campo específico a tratar, tanto de los Centros Universitarios dependientes de la Fundación Pablo VI como de Universidades e Instituciones eclesiales y civiles.

### Seminarios realizados
- Lógica económica y lucha contra la desigualdad (2015)
- Rehabilitar la democracia (2013)
- Los nuevos escenarios de la Iglesia en la Evangelización de lo Social (2012)
- Qué propuesta de evangelización para la vida pública en España (2011)
- La crisis ecológica, un reto ético, cultural y social (2010)
- La crisis, un desafío cultural y ético (2009)
- Conciencia individual y conciencia pública ante la situación social y política (2008)
- La actual situación democrática en España. Su base moral (2007)
- El amor como propuesta cristiana a la sociedad de hoy (2006)